# Guardia Mitre
Guardia Mitre es una localidad argentina del departamento Adolfo Alsina, en la provincia de Río Negro fundada en 1862. Durante 65 años, entre 1881 y 1946, la localidad se denominó Coronel Pringles.

## Ubicación
Se encuentra sobre el margen norte del río Negro, a mitad de camino entre la ciudad de General Conesa y la aglomeración de Viedma - Carmen de Patagones, a unos 70 km al noroeste de esta comarca. Se accede a través de la RN 250, la RP 53 o la RP 50.

## Historia
El poblado se fundó el 16 de diciembre de 1862, a partir de que el coronel Julián Murga, jefe del fuerte de Patagones, hiciera las gestiones necesarias para que se autorice la instalación de un nuevo asiento militar hacia el oeste, sobre la ribera norte del río, para proteger a la población contra posibles malones. El mismo se funda bajo el nombre de "Guardia General Mitre". 
Hacia 1865 hay testimonios que dan cuenta de la construcción del primer antecedente de un canal de riego sobre tierras rionegrinas, como lo fue el "Canal de los Sanjuaninos". Este se llamó así por la procedencia de los operarios que intervinieron en la obra. 
Al producirse la campaña militar Conquista del Desierto Guardia Mitre deja de pertenecer territorialmente a la provincia de Buenos Aires, dado que esta provincia redefine sus límites con la reciente Gobernación de la Patagonia. La Guardia queda bajo la administración del Conrado Villegas, jefe de la Segunda División del Ejército Argentino. En 1881 Villegas renombra la localidad como «Coronel Pringles», en homenaje a Juan Pascual Pringles, militar argentino que participó en las guerras de la independencia.
Se considera que hacia las primeras décadas del siglo XX el asentamiento atravesaba un momento de esplendor en su crecimiento ya que para entonces había recibido a inmigrantes de distintos países. Además la localidad llegó a tener una farmacia, de la mano de un inmigrante italiano de apellido Nozzi, cuya hija Emma Nozzi realizó hacia el Centenario de Guardia Mitre una serie de publicaciones donde se recopiló la historia del lugar.
En 1946, bajo la presidencia de Juan Perón la localidad recupera su nombre original, pero esta vez omitiendo la palabra "General", pasándose a llamar solo Guardia Mitre. Nombre que conserva al día de hoy.

## Capital nacional
El 27 de mayo de 1987 el Congreso de la Nación sancionó la ley 23.512 en la que se declara como la Nueva Capital Federal a los núcleos urbanos, erigidos y por erigirse en un futuro en el área de las ciudades de Viedma, Carmen de Patagones y Guardia Mitre, junto con un amplio territorio de campos, en la zona del Valle Inferior del río Negro, cedido por las Legislaturas de las provincias de Buenos Aires y Río Negro. Si bien la ley de traslado estuvo vigente por casi 27 años el traslado nunca se concretó. Finalmente, el 21 de mayo de 2014 la ley fue derogada al sancionarse el Digesto Jurídico argentino, cuerpo ordenado de las normas argentinas vigentes, sin incluir la ley 23.512.

## Población
Contó con 856 habitantes (Indec, 2010), lo que representó un incremento del 47% frente a los 582 habitantes (Indec, 2001) del censo anterior.
El censo 2022 arrojó 434 viviendas con una población estable de 816 habitantes en el municipio.Además, el censo dio a conocer datos de su composición poblacional (912 hombres 984 mujeres), población urbana sin población rural dispersa o localidades del municipios (724) densidad y área urbana.
| Gráfica de evolución demográfica de Guardia Mitre entre 1991 y 2022 |
|                                                                     |
| Fuente: Censos nacionales del INDEC                                 |

## Personalidades destacadas
- Libertad Leblanc, actriz